# Audubon (Iowa)
Audubon és una població dels Estats Units a l'estat d'Iowa. Segons el cens del 2000 tenia 2.382 habitants.

## Demografia
Segons el cens del 2000, Audubon tenia 2.382 habitants, 1.035 habitatges, i 646 famílies. La densitat de població era de 522,6 habitants per km².
Dels 1.035 habitatges en un 24,9% hi vivien nens de menys de 18 anys, en un 54% hi vivien parelles casades, en un 6,9% dones solteres, i en un 37,5% no eren unitats familiars. En el 36% dels habitatges hi vivien persones soles el 23,1% de les quals corresponia a persones de 65 anys o més que vivien soles. El nombre mitjà de persones vivint en cada habitatge era de 2,18 i el nombre mitjà de persones que vivien en cada família era de 2,83.
Per edats la població es repartia de la següent manera: un 22,8% tenia menys de 18 anys, un 4,9% entre 18 i 24, un 20,8% entre 25 i 44, un 20,2% de 45 a 60 i un 31,3% 65 anys o més.
L'edat mediana era de 46 anys. Per cada 100 dones de 18 o més anys hi havia 76,9 homes.
La renda mediana per habitatge era de 33.068 $ i la renda mediana per família de 40.455 $. Els homes tenien una renda mediana de 31.071 $ mentre que les dones 19.183 $. La renda per capita de la població era de 20.128 $. Entorn del 5,9% de les famílies i el 6,7% de la població estaven per davall del llindar de pobresa.

## Poblacions més properes
El següent diagrama mostra les poblacions més properes.